# XFV-12 (航空機)
XFV-12
- 用途：艦上戦闘機
- 分類：垂直離着陸機
- 製造者：ロックウェル・インターナショナル(ボーイング)社
- 運用者：アメリカ海軍
- 生産数：2機
- 運用状況：不採用

XFV-12は、ロックウェル・インターナショナルが1970年代に艦上戦闘機として開発した垂直離着陸機（VTOL機）である。

## 概要
アメリカ海軍の制海艦（SCS）構想に基づき、その搭載機として開発された。
ホーカー・シドレー ハリアーの成功に刺激を受けて1972年に計画に着手、垂直離着陸能力と、F-4と同等のマッハ2以上の高速性が求められた機体は、エアインテークと翼桁にF-4の、キャノピーを含む前部胴体はA-4の部品を流用した。試作機は1977年8月26日にオハイオ州コロンバスにあるロックウェル・インターナショナルの工場で公開された。
製作された試作機自体は、上述の構想のためにハンス・フォン・オハインが発案した、オーギュメンター・ウイング (thrust augmented wing) の実験機的性格が強い。低翼のカナードと高翼の主翼の後縁に吹出しフラップがあり、胴体後部に設置されたターボファン方式のエンジンの排気が、ダクトを通じてフラップに導かれ、そのフラップによって下方に噴射される際、周囲の空気も合流・偏向して推力を増大させると同時に、排気が冷却され甲板を損傷することを防止する。これにより、計算上はエンジン推力の55%の上向き推力が発生するはずであったが、結局飛行することはなかった。
クレーンに吊下して6ヶ月間に亙る実験が続けられたが、風洞シミュレーションとは異なり実機は垂直離着陸できなかった。長いダクトを経由することでの推力損失が過大、かつオーギュメンター・ウイングの効果が期待を大きく下回り、主翼でエンジン推力の19%、カナードでは6%しか増強されずに、垂直離着陸に必要な推力の3/4しか発生できなかったためである。
さらに、そもそもの開発動機であった制海艦構想が断念されたために予算は大幅に削られ、計画は試作機2機を製作したのみで1981年に放棄された。その2機も1984年に完全に解体され、機体は現存していない。

## 諸元・性能 (計画値)
出典: Taylor, John W. (1978). Jane's All the World's Aircraft 1978-79. Watts. pp. 423-424. ISBN 978-0531032985
諸元
- 乗員: 1名
- 全長: 13.39 m （43 ft 11 in）
- 全高: 3.15 m （10 ft 4 in）
- 翼幅: 8.69 m（28 ft 6.25 in）
- 翼面積: 27.2 m2 （293 ft2）
- 運用時重量: 6,259 kg （13,800 lbs）
- 最大離陸重量: 11,000 kg （24,250 lbs; STO時）
- 動力: P&W F401-PW-400 アフターバーナー付ターボファン、133.4 kN （30,000 lbf）  × 1

性能
- 最大速度: マッハ2以上

## ギャラリー

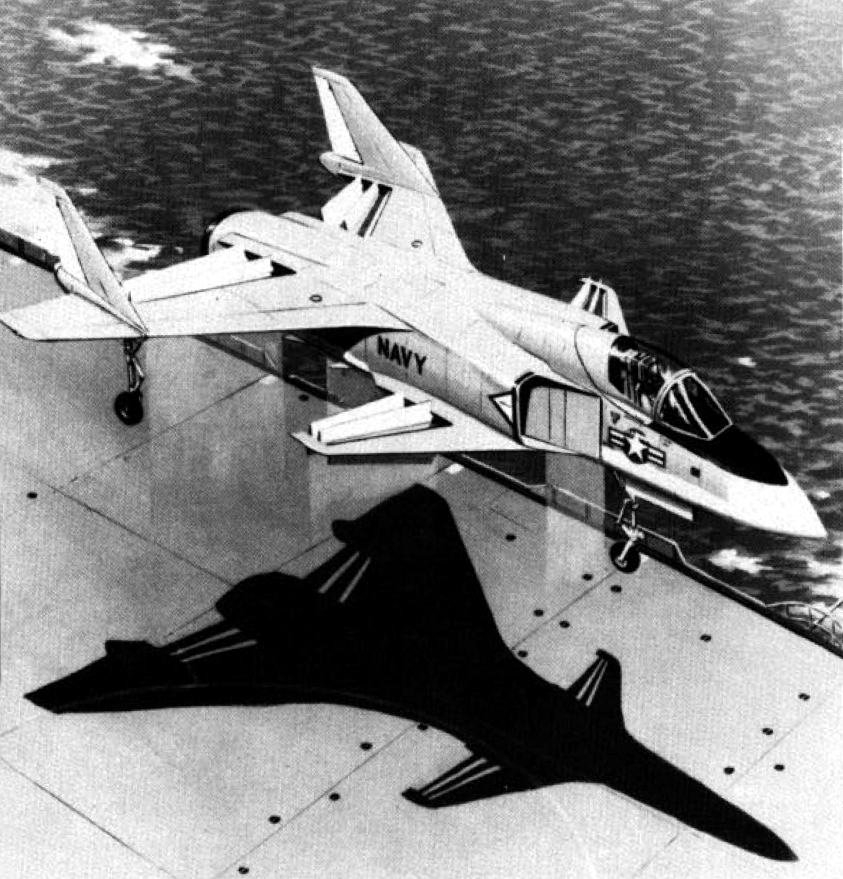
運用時の予想イラスト
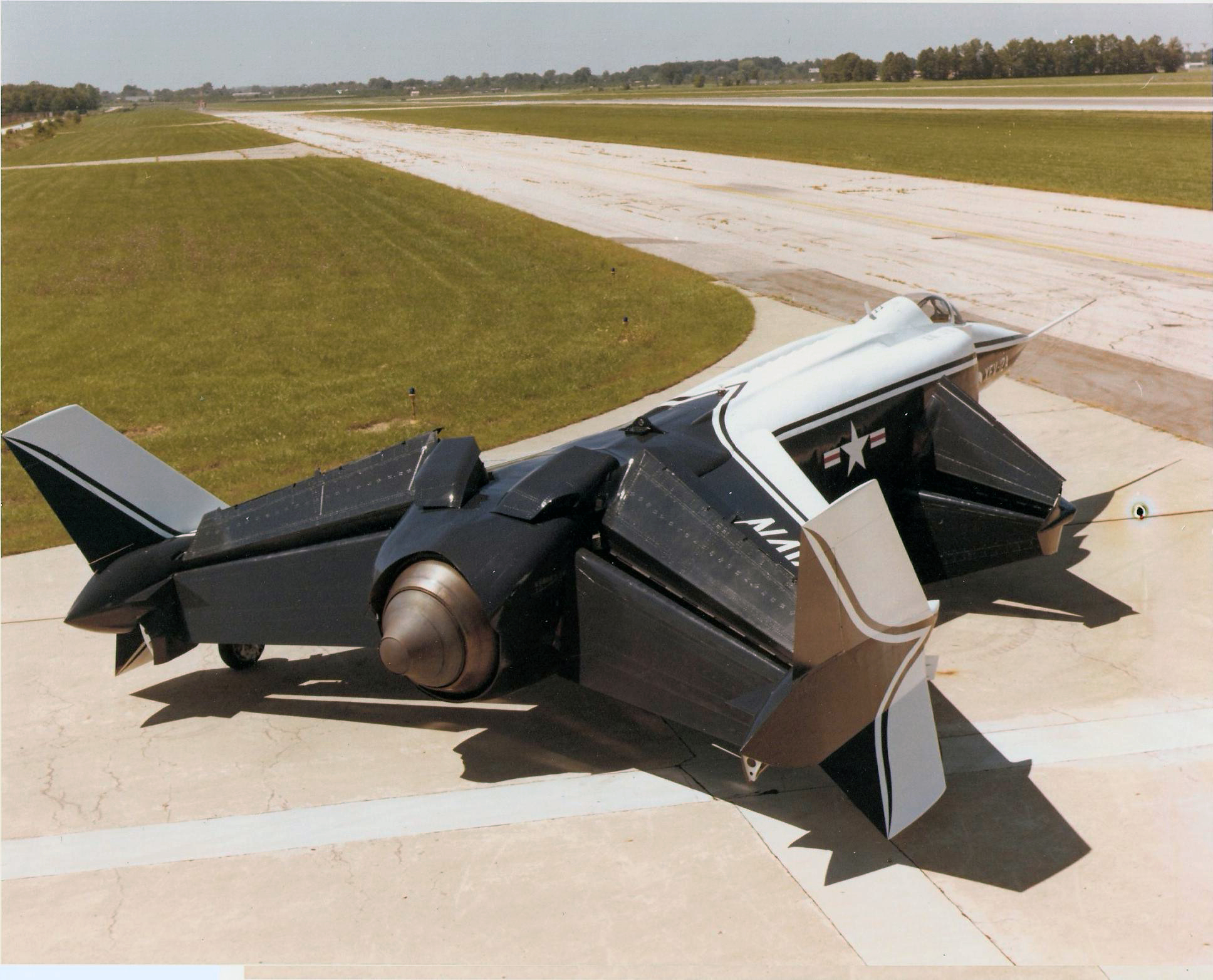
吹出しフラップを下げた状態
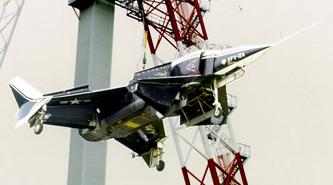
吊り下げテストの様子